# Срочно выйду замуж (фильм)
«Сро́чно вы́йду замуж» — российский комедийный фильм режиссёра Сергея Чекалова. Выход в широкий прокат в России фильм вышел 31 декабря 2015 года.

## Сюжет
Женя — редактор-трудоголик, Стас — светский фотограф. Она амбициозна, а у него по жизни — ни задачи, ни проблемы. Женя хочет и может стать главным редактором журнала, но для этого у неё срочно должен появиться супруг! Условие акционеров издания — семейная аудитория нуждается в семейном руководителе. И на решение этой задачи у девушки есть всего неделя. Стас берется помочь девушке, в картотеке у модного фотографа есть немало холостяков, которые вполне могли бы подойти на роль мужа. Но неожиданно Женя понимает, что совсем не расчетлива, а Стас с удивлением обнаруживает, что влюблен.

## В ролях
- Юлия Ковальчук — Женя, редактор-трудоголик
- Алексей Чумаков — Стас, светский фотограф
- Екатерина Маликова — Алла
- Сергей Бурунов — Боря
- Ольга Прокофьева — Татьяна Ренольдовна
- Вячеслав Гришечкин — Винников
- Нонна Гришаева — Алиса
- Анатолий Белый — Николай
- Алика Смехова — Рита
- Эвклид Кюрдзидис — Абдуллаев
- Раиса Рязанова — бабушка Жени
- Роман Мадянов — Паршин
- Виктор Кейру — Андрей Головин (роль озвучил Роман Полянский)
- Жаныл Асанбекова — Зухра

## Съемочная группа
- Продюсеры — Фёдор Бондарчук, Тимур Вайнштейн, Дмитрий Рудовский
- Режиссёр-постановщик — Сергей Чекалов
- Авторы сценария — Андрей Галанов, Иван Филиппов, Александр Грязин, Артём Клинков
- Оператор-постановщик — Артур Гимпель, R.G.C.
- Композиторы — Вадим Некрасов, Юрий Игнатов

## Критика
Рецензия Евгения Ухова для портала Film.ru носит отрицательный характер.